# دانشگاه میامی (فلوریدا)
دانشگاه میامی (به انگلیسی: University of Miami) یک دانشگاه تحقیقاتی خصوصی در کورال گیبلز واقع در ایالت فلوریدا آمریکا است که در سال ۱۹۲۵ میلادی بنیان‌نهاده شده‌است.

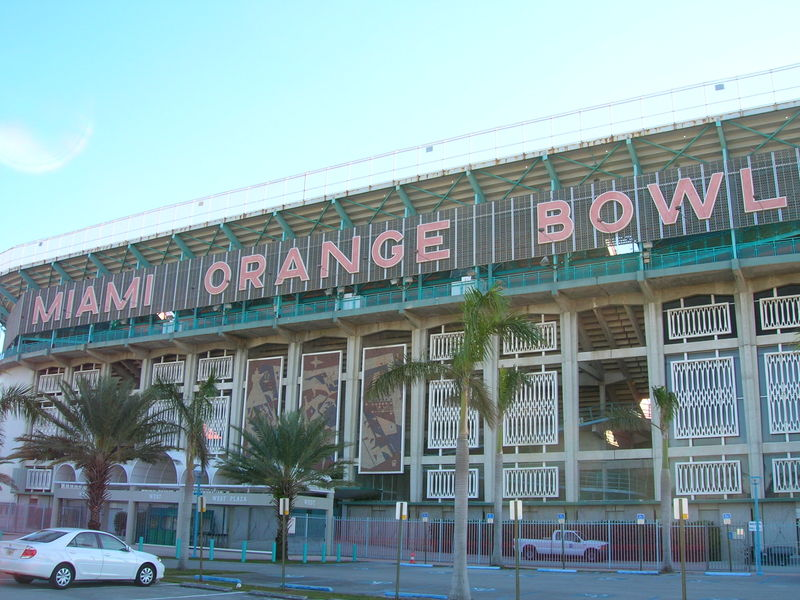
نمایی از بیرون استادیوم دانشگاه